# Flughafen Asturias

i8
i11
i13
Der Flughafen Asturias (spanisch Aeropuerto de Asturias, IATA-Code: OVD, ICAO-Code: LEAS) ist ein internationaler Verkehrsflughafen für Oviedo, unweit der Costa Verde in der Provinz Asturien im Norden von Spanien.
Der Flughafen wurde im Juni 1968 als Ersatz für den alten Militärflugplatz La Morgal eingeweiht, der aus technischen Gründen für den Linienverkehr nicht geeignet war.

## Lage und Verkehrsanbindung
Der Flughafen liegt direkt an der Küste der Biskaya neun Kilometer westlich der Stadt Avilés auf dem Gebiet von Castrillón im Gemeindeteil Santiago del Monte. Die Hauptstadt Asturiens Oviedo ist zirka 27 Kilometer entfernt.
- Bus: Busverbindungen der Verkehrsbetriebe Alsa.
- PKW: Der Flughafen liegt an der Autovía del Cantábrico A-8 (E 70).

## Flughafenanlagen

### Start- und Landebahn
Der Flughafen Asturias verfügt über eine Start- und Landebahn. Sie trägt die Kennung 11/29, ist 2.200 Meter lang, 45 Meter breit und hat einen Belag aus Asphalt. Die Landebahn 29 ist mit einem CAT III-Instrumentenlandesystem ausgestattet.

### Passagierterminal
Das Passagierterminal des Flughafens ist mit neun Flugsteigen und drei Fluggastbrücken ausgestattet.

## Fluggesellschaften und Ziele
| Fluggesellschaften | Städte |
| ------------------ | --- |
| Air Nostrum        | Madrid-Barajas |
| Binter Canarias    | Gran Canaria, Teneriffa Nord |
| Enter Air          | Lanzarote, Teneriffa Süd |
| Iberia             | Madrid-Barajas |
| Lufthansa          | Frankfurt am Main, München |
| Ryanair            | Brüssel-Charleroi, Rom-Fiumicino, Weeze |
| Volotea            | Alicante, Barcelona-El Prat, Bergamo, Castellón, Fuerteventura, Gran Canaria, Granada, Jerez, Ibiza, Lanzarote, Lissabon, Málaga, Menorca, Murcia, Palma de Mallorca, Sevilla, Teneriffa Süd, Valencia, Venedig-Tessera |
| Vueling            | Amsterdam, Barcelona, London Gatwick, Palma de Mallorca, Paris-Orly |

## Verkehrszahlen
| Jahr  | Fluggastaufkommen | Luftfracht (Tonnen) | Flugbewegungen |
| ----- | ----------------- | ------------------- | -------------- |
| 2024* | 1.993.256         | 7                   | 15.465         |
| 2023  | 1.974.847         | 11                  | 15.289         |
| 2022  | 1.454.917         | 9                   | 12.189         |
| 2021  | 831.791           | 7                   | 8.064          |
| 2020  | 498.952           | 20                  | 6.196          |
| 2019  | 1.417.912         | 29                  | 13.406         |
| 2018  | 1.400.438         | 33                  | 12.444         |
| 2017  | 1.407.217         | 33                  | 13.005         |
| 2016  | 1.281.979         | 54                  | 11.928         |
| 2015  | 1.119.273         | 64                  | 10.758         |
| 2014  | 1.065.176         | 71                  | 11.715         |
| 2013  | 1.039.406         | 94                  | 10.407         |
| 2012  | 1.309.770         | 102                 | 13.252         |
| 2011  | 1.339.010         | 137                 | 15.348         |
| 2010  | 1.355.364         | 111                 | 16.538         |
| 2009  | 1.316.212         | 113                 | 16.033         |
| 2008  | 1.530.245         | 139                 | 18.371         |
| 2007  | 1.560.830         | 197                 | 19.149         |
| 2006  | 1.353.030         | 199                 | 17.987         |
| 2005  | 1.251.495         | 230                 | 17.535         |
| 2004  | 943.992           | 420                 | 14.198         |
| 2003  | 839.814           | 484                 | 12.867         |
| 2002  | 774.317           | 577                 | 12.036         |
| 2001  | 816.087           | 641                 | 12.526         |
| 2000  | 817.497           | 598                 | 13.131         |

* 2024: Vorläufige Daten

## Zwischenfälle
- Am 17. April 1946 überrollte eine Douglas DC-3/C-47A-25-DL der British Overseas Airways Corporation (BOAC) (Luftfahrzeugkennzeichen G-AGHK) das Landebahnende auf dem Flughafen Asturias bei einer Landung mit einem ausgefallenen Triebwerk. Das Flugzeug wurde irreparabel beschädigt. Alle 13 Insassen, vier Besatzungsmitglieder und 9 Passagiere, überlebten den Unfall.[8]